# Іллічівська сільська рада (Совєтський район)
Іллічі́вська сільська́ ра́да — адміністративно-територіальна одиниця та орган місцевого самоврядування в Совєтському районі Автономної Республіки Крим. Адміністративний центр — село Іллічеве.

## Загальні відомості
- Населення ради: 3 083 особи (станом на 2001 рік)

## Населені пункти
Сільській раді були підпорядковані населені пункти:
- с. Іллічеве
- с. Восточне
- с. Георгіївка
- с. Дятлівка
- с. Надежда
- с. Річне
- с. Шахтине

## Склад ради
Рада складалася з 20 депутатів та голови.
- Голова ради: Лєнівєнко Тетяна Олександрівна
- Секретар ради: Бауер Олена Василівна

### Керівний склад попередніх скликань
| Прізвище, ім'я, по батькові    | Основні відомості                                                         | Дата обрання | Дата звільнення |
| ------------------------------ | ------------------------------------------------------------------------- | ------------ | --------------- |
| Стан Тетяна Олександрівна      | Сільський голова, 1954 року народження, позапартійна                      | 26.03.2006   | 31.10.2010      |
| Лєнівєнко Тетяна Олександрівна | Сільський голова, 1968 року народження, освіта вища, член Партії регіонів | 31.10.2010   |                 |

Примітка: таблиця складена за даними сайту Верховної Ради України

### Депутати
За результатами місцевих виборів 2010 року депутатами ради стали:

#### За суб'єктами висування
| Суб'єкт висування                 | Кількість обраних депутатів | %  |
| --------------------------------- | --------------------------- | -- |
| Партія регіонів                   | 16                          | 80 |
| Політична партія «Руська Єдність» | 2                           | 10 |
| Комуністична партія України       | 1                           | 5  |
| Самовисування                     | 1                           | 5  |

#### За округами
| № округу                          | Прізвище, ім'я, по батькові    | Дата визнання обраним | Освіта  | Партійна приналежність                  | Відомості про обраного депутата                        |
| --------------------------------- | ------------------------------ | --------------------- | ------- | --------------------------------------- | ------------------------------------------------------ |
| Комуністична партія України       |                                |                       |         |                                         |                                                        |
| 13                                | Яроцька Таїсія Дмитрівна       | 04.11.2010            | середня | член Комуністичної партії України       | тимчасово не працює                                    |
| Партія регіонів                   |                                |                       |         |                                         |                                                        |
| 1                                 | Козіненко Анжела Анатоліївна   | 04.11.2010            | вища    | член Партії регіонів                    | СТОВ «Таврія-Семена», інспектор ВК                     |
| 3                                 | Бекчантаєв Сервер Лєнурович    | 04.11.2010            | середня | член Партії регіонів                    | приватний підприємець                                  |
| 4                                 | Бауер Олена Василівна          | 04.11.2010            | середня | член Партії регіонів                    | Іллічівська сільська рада, начальник ВОС               |
| 5                                 | Глушкова Валентина Іванівна    | 04.11.2010            | середня | член Партії регіонів                    | тимчасово не працює                                    |
| 6                                 | Цибіна Ольга Юріївна           | 04.11.2010            | вища    | член Партії регіонів                    | Іллічівська сільська рада, касир                       |
| 7                                 | Руденко Валерій Іванович       | 04.11.2010            | середня | член Партії регіонів                    | підприємство «Маккофе», торговий представник           |
| 8                                 | Беспалова Лідія Володимирівна  | 04.11.2010            | середня | член Партії регіонів                    | будинок культури с. Шахтине, завідувачка               |
| 9                                 | Руденко Марина Павлівна        | 04.11.2010            | середня | член Партії регіонів                    | тимчасово не працює                                    |
| 11                                | Архипов Сергій Миколайович     | 04.11.2010            | середня | член Партії регіонів                    | тимчасово не працює                                    |
| 12                                | Карабчук Марина Михайлівна     | 04.11.2010            | середня | член Партії регіонів                    | Восточенська бібліотека, бібліотекар                   |
| 14                                | Черняков Юрій Павлович         | 04.11.2010            | середня | член Партії регіонів                    | пенсіонер                                              |
| 16                                | Стокоз Ірина Володимирівна     | 04.11.2010            | середня | член Партії регіонів                    | будинок культури с. Надежда, директор                  |
| 17                                | Пашаєв Мустафа Усеїнович       | 04.11.2010            | середня | член Партії регіонів                    | СТОВ «Таврія-Семена», водій                            |
| 18                                | Поздеева Надія Олександрівна   | 04.11.2010            | середня | член Партії регіонів                    | будинок культури с. Надежда, художій керівник          |
| 19                                | Флягіна Надія Іванівна         | 04.11.2010            | середня | член Партії регіонів                    | СТОВ «Таврія-Семена», охоронець                        |
| 20                                | Наральська Любов Олександрівна | 04.11.2010            | середня | член Партії регіонів                    | СТОВ «Таврія-Семена», робітниця                        |
| Політична партія «Руська Єдність» |                                |                       |         |                                         |                                                        |
| 2                                 | Усова Наталія Миколаївна       | 04.11.2010            | середня | член Політичної партії «Руська Єдність» | ПУМП «Адоніс», кухар                                   |
| 10                                | Бєлялов Алім Рустемович        | 04.11.2010            | вища    | член Політичної партії «Руська Єдність» | Іллічівська загальноосвітня школа, вчитель інформатики |
| Самовисування                     |                                |                       |         |                                         |                                                        |
| 15                                | Сулейманов Нарімар Ніязійович  | 10.01.2011            | вища    | позапартійний                           | Совєтська ЦРЛ, фельдшер                                |